# Giulia Dragoni
Giulia Dragoni (Milaan, 7 november 2006) is een voetbalspeelster uit Italië. Ze speelt als middenvelder op huurbasis voor AS Roma in de Serie A.

## Clubcarrière
Dragoni begon vierjarige leeftijd met voetballen bij de lokale amateurclub Franco Scarioni. In 2015 voegde ze zich in de jeugdacademie van Pro Sesto 1913. In 2018 voegde Dragoni, nadat ze twee jaar daarvoor al op een trainingsstage was geweest, zich bij FC Inter Milaan. Voorafgaand aan het seizoen 2022/23 werd ze overgeheveld naar het eerste elftal van de Milanese club. Ze maakte op 20 november 2022 haar profdebuut door in te vallen voor Ghoutia Karchouni in de 74ste minuut van een doelpuntloos gelijkspel tegen ACF Fiorentina. Met haar zestien jaar was ze de jongste speelster ooit in de Serie A. Ze maakte nog drie keer haar opwachting in 2022 voor Inter Milaan. 
Op 31 januari 2023 tekende Dragoni een contract bij FC Barcelona tot medio 2025. In eerste instantie maakte ze onderdeel uit van het tweede elftal, Barcelona B. Op 26 november 2023 maakte Dragoni haar debuut voor het eerste elftal van FC Barcelona door in te vallen voor Mariona Caldentey in een wedstrijd tegen Athletic Club de Bilbao. Met haar zeventien jaar en 19 dagen was ze de jongste niet-Spaanse die debuteerde voor FC Barcelona. Dragoni maakte op 13 december eveneens haar Champions Leaguedebuut door in te vallen voor Esmee Brugts in een wedstrijd tegen FC Rosengård. Een maand later maakte ze in de Copa de la Reina haar eerste doelpunt voor de Catalaanse club. Met FC Barcelona won Dragon dat seizoen de quadruple. Ze werden landskampioen, wonnen de Copa de la Reina, de Supercup en de Champions League.
Op 17 juli 2024 verlengde Dragoni haar contract bij FC Barcelona tot medio 2027. In het seizoen 2024/25 werd ze verhuurd aan AS Roma. Op 30 augustus 2024 maakte ze haar debuut voor de club uit de Italiaanse hoofdstad door in te vallen voor Benedetta Glionna in de 58ste minuut van een 2-2 gelijkspel tegen stadsgenoot Lazio Roma.

## Statistieken
| Seizoen | Club            | Land   | Competitie       | Wedstrijden | Doelpunten |
| ------- | --------------- | ------ | ---------------- | ----------- | ---------- |
| 2022/23 | FC Inter Milaan | Italië | Serie A          | 4           | 0          |
| 2023/24 | FC Barcelona    | Spanje | Primera División | 6           | 0          |
| 2024/25 | AS Roma         | Italië | Serie A          | 19          | 1          |
| Totaal  | Totaal          | Totaal | Totaal           | 29          | 1          |

Laatste update: 11 april 2025

## Interlandcarrière
Dragoni werd in maart 2023 voor het eerst opgeroepen voor het Italiaans voetbalelftal voor een vriendschappelijke wedstrijd tegen Colombia. In juni van hetzelfde jaar werd ze opgenomen in de voorselectie van Italië voor op het WK 2023 in Australië en Nieuw-Zeeland. Dragoni maakte op 1 juli 2023 haar debuut voor Italië in een vriendschappelijke wedstrijd tegen Marokko. Met haar 16 jaar en 236 dagen was ze jongste Italiaanse debutant ooit in de 21ste eeuw. Enkel Carolina Morace was in 1978 nog jonger als debutant. De volgende dag werd bekend dat Dragoni was opgenomen in de Italiaanse selectie voor op het WK 2023. Ze was met haar zestien jaar na Casey Phair de jongste speelster op het eindtoernooi. In het eerste groepsduel tegen Argentinië begon Dragoni in de basis en daarmee was ze de jongste basisspeelster voor een Italiaanse ploeg op een WK ooit. Ook was ze de op twee na jongste Europese speelster die in actie kwam in een wedstrijd op een wereldkampioenschap. Voor Italië was op het eindtoernooi de groepsfase het eindstation na een nederlaag tegen Zuid-Afrika.